# Zoborožec jihoafrický
Zoborožec jihoafrický (Tockus leucomelas) je hojný druh zoborožce obývající rozsáhlé listnaté lesy a trnité porosty v jižní Africe.
Náleží mezi středně velké druhy ptáků, dorůstá 48–60 cm. Má dlouhý žlutý zobák s přilbou. Na spodní straně těla je zbarven převážně bíle se šedým krkem, na vrchí straně černě s množstvím bílých skvrn a pruhů, kolem oka má charakteristicky růžově zbarvenou kůži.
Potravu vyhledává zejména na zemi, požírá přednostně semena, malý hmyz, pavouky a škorpiony, v období sucha tvoří důležitou složku jeho potravy termiti a mravenci. Hnízdí v dutinách stromů, kam samice klade 3–4 bílá vejce, na kterých sedí po dobu 25 dnů.